# بخش کرکوود (شهرستان بلمونت، اوهایو)
بخش کرکوود (به انگلیسی: Kirkwood Township) یک منطقهٔ مسکونی در ایالات متحده آمریکا است که در شهرستان بلمون، اوهایو واقع شده‌است.
 بخش کرکوود ۹۵٫۰ کیلومتر مربع مساحت و ۴۰۰ نفر جمعیت دارد و ۲۹۴ متر بالاتر از سطح دریا واقع شده‌است.